# جان پورتر (بازیکن هاکی روی یخ)
جان پورتر (انگلیسی: John Porter; ۲۱ ژانویهٔ ۱۹۰۴ – ۶ اوت ۱۹۹۷) ورزشکار هاکی روی یخ اهل کانادا بود.
وی در مسابقات کشوری و بین‌المللی در مجموع برندهٔ ۱ مدال طلا شده‌است.